# Institut régional de formation des travailleurs sociaux d'Aquitaine

L'IRTS Aquitaine est un bâtiment administratif conçu en 1973 par Edmond Lay situé à Talence.

## Usage contemporain
Les bâtiments sont le siège d'un IRTS, établissement d'enseignement supérieur qui dispense à la fois des formations initiales, des formations continues et des formations supérieures. L'institut est également en étroite collaboration avec plusieurs milieux professionnels, proposant des formations ainsi que des stages.

## Photographies

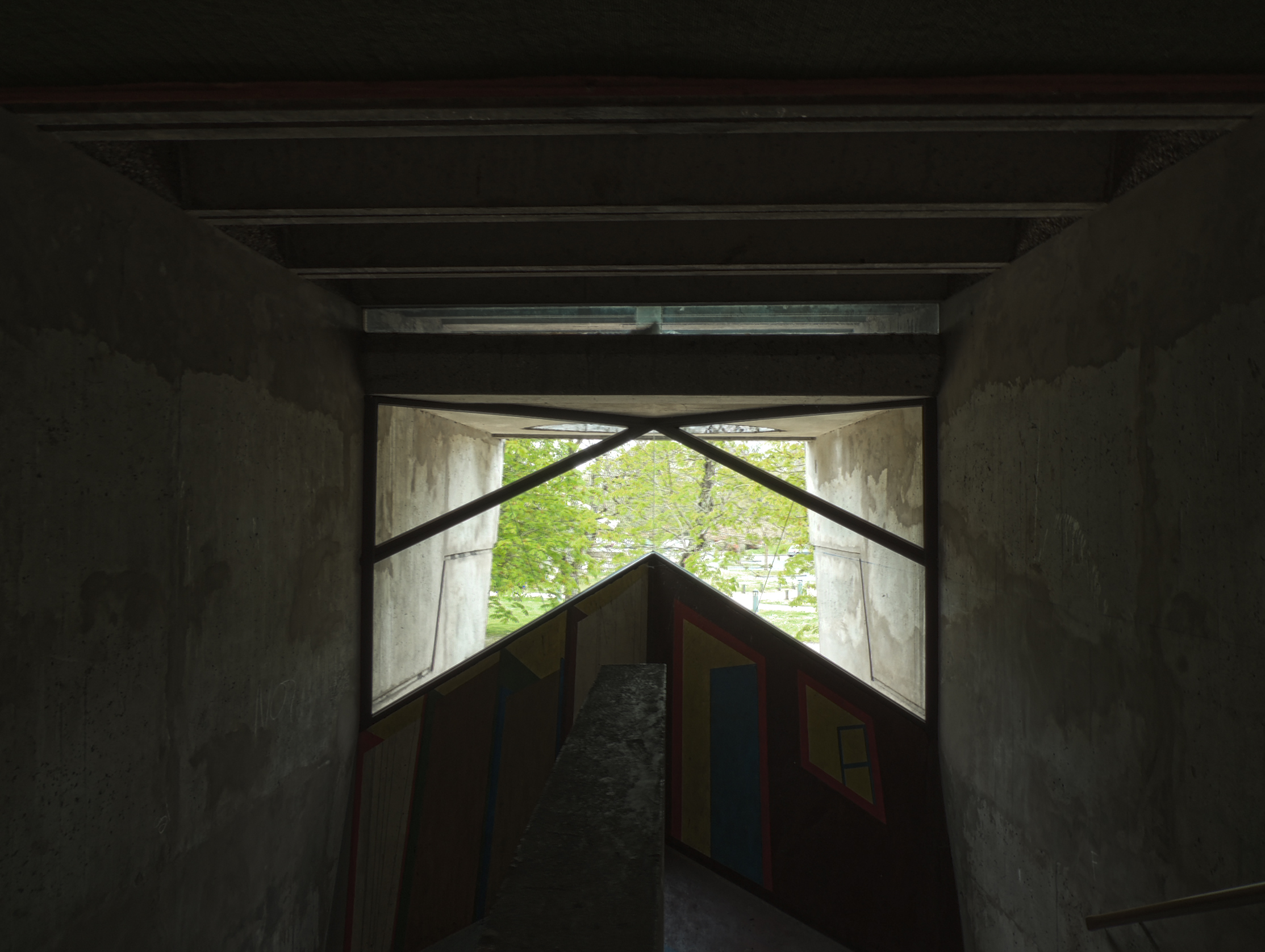
les escaliers, en proue de bateau
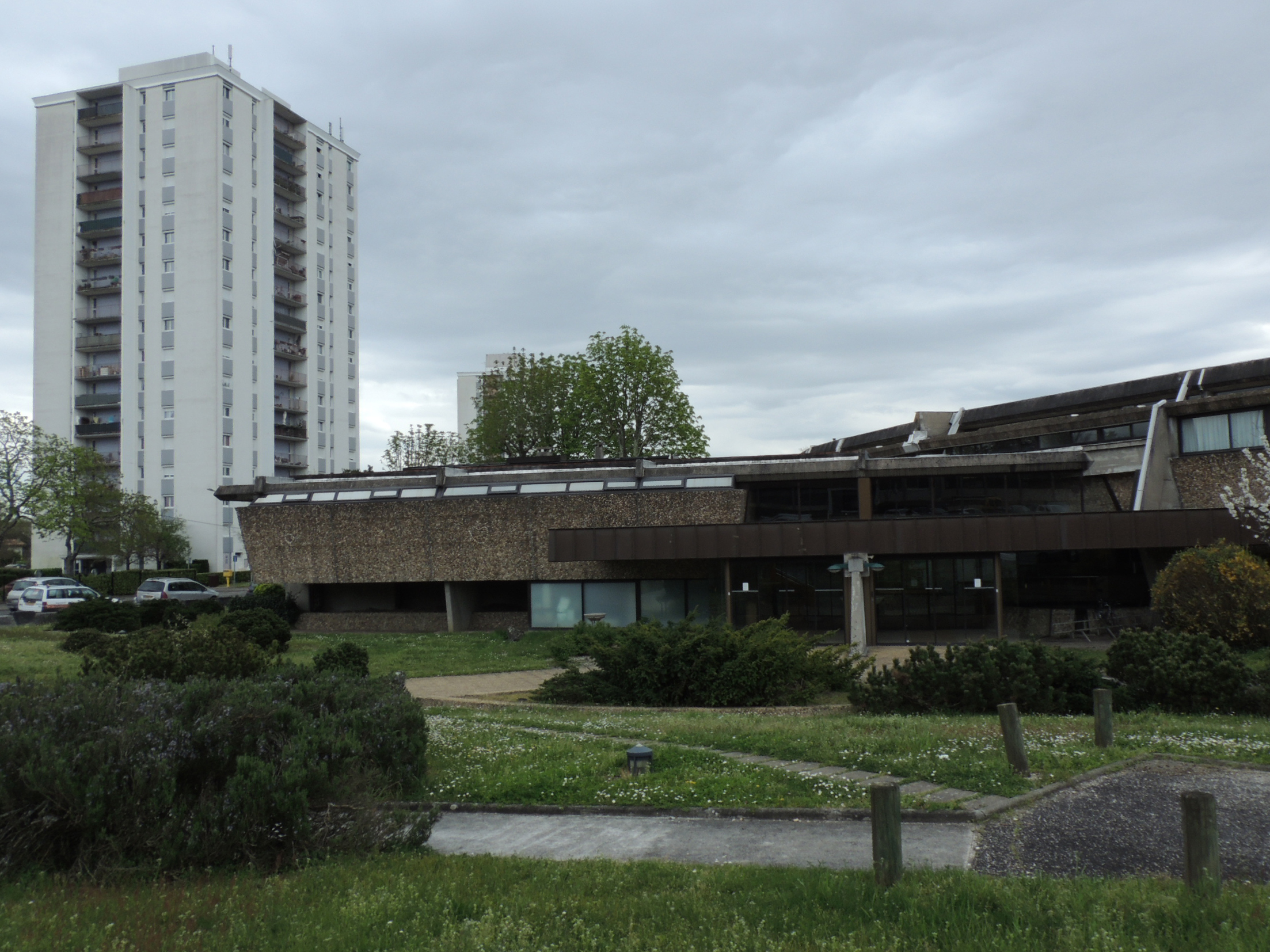
l'entrée dans le bâtiment
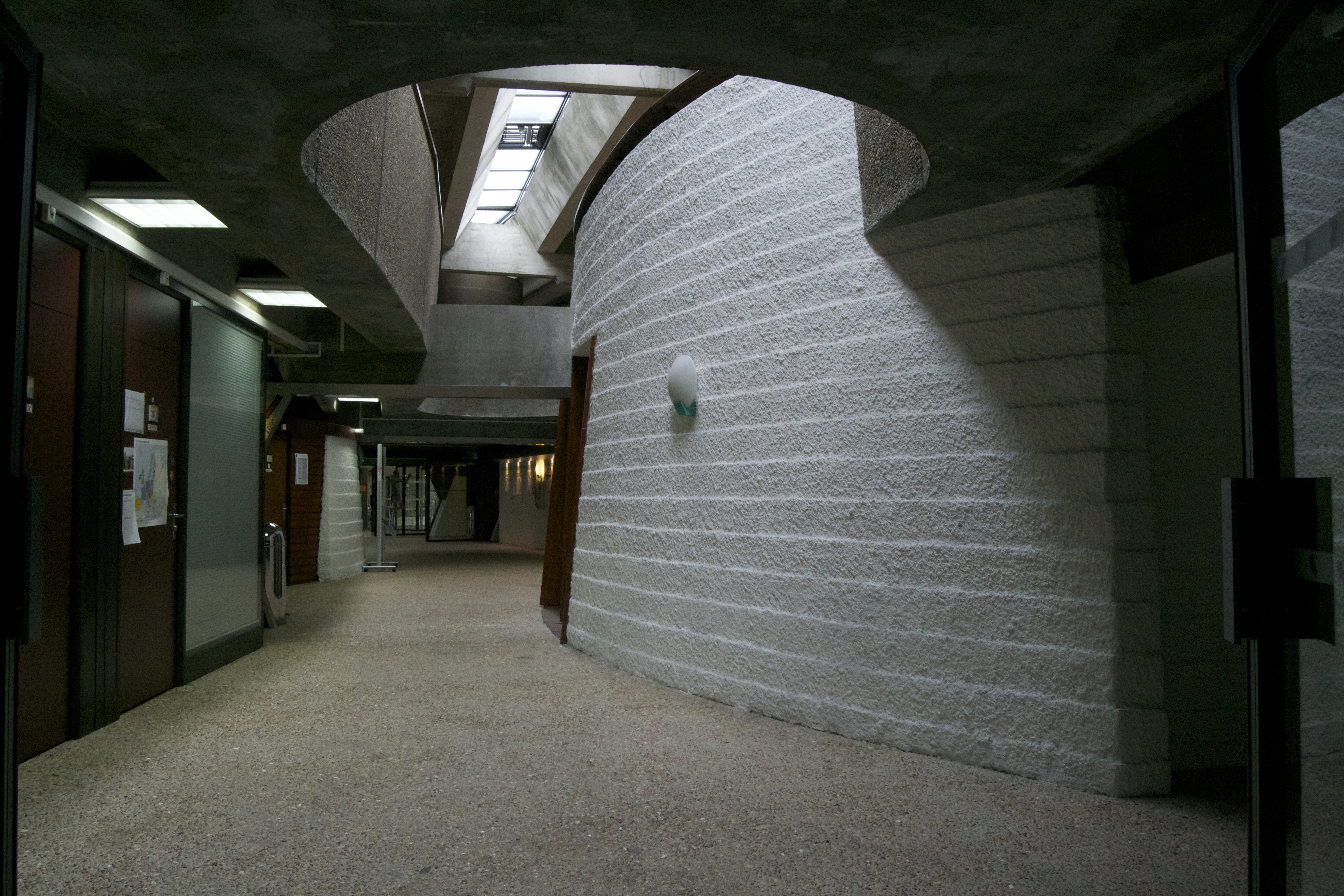
l'intérieur, avec la courbure du bâtiment bien visible
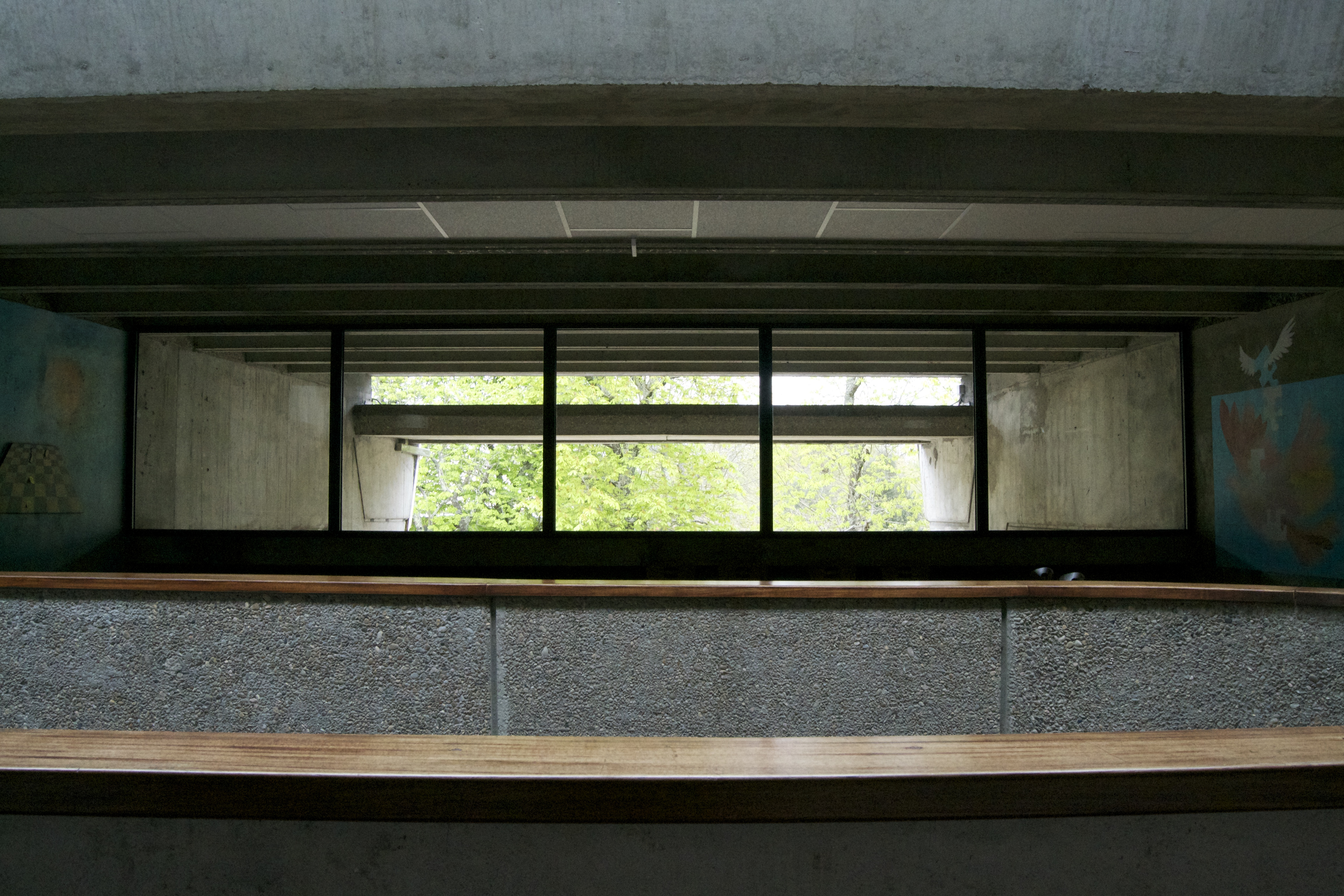
cadrage sur l'extérieur
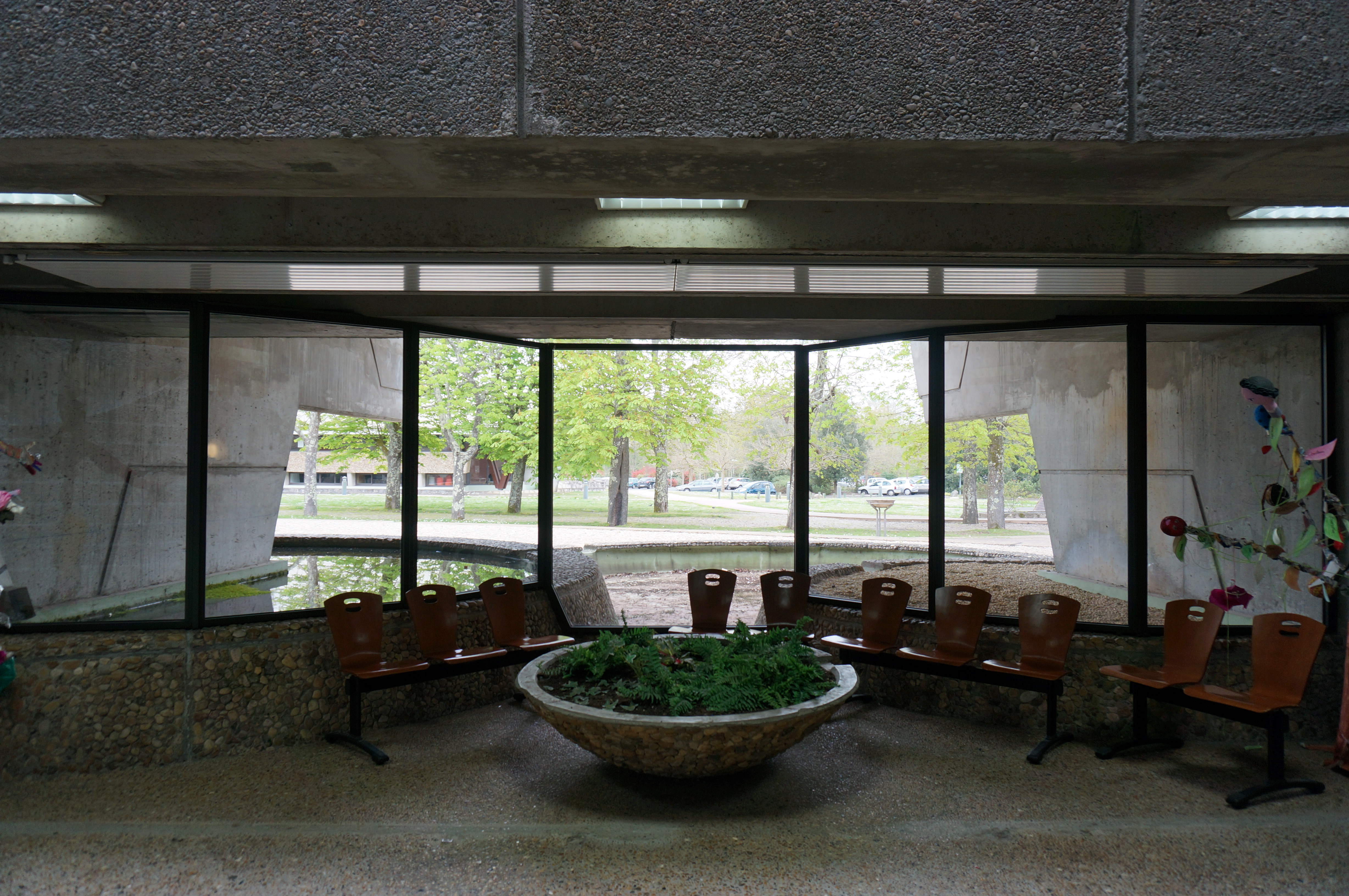
cadrage sur l'extérieur
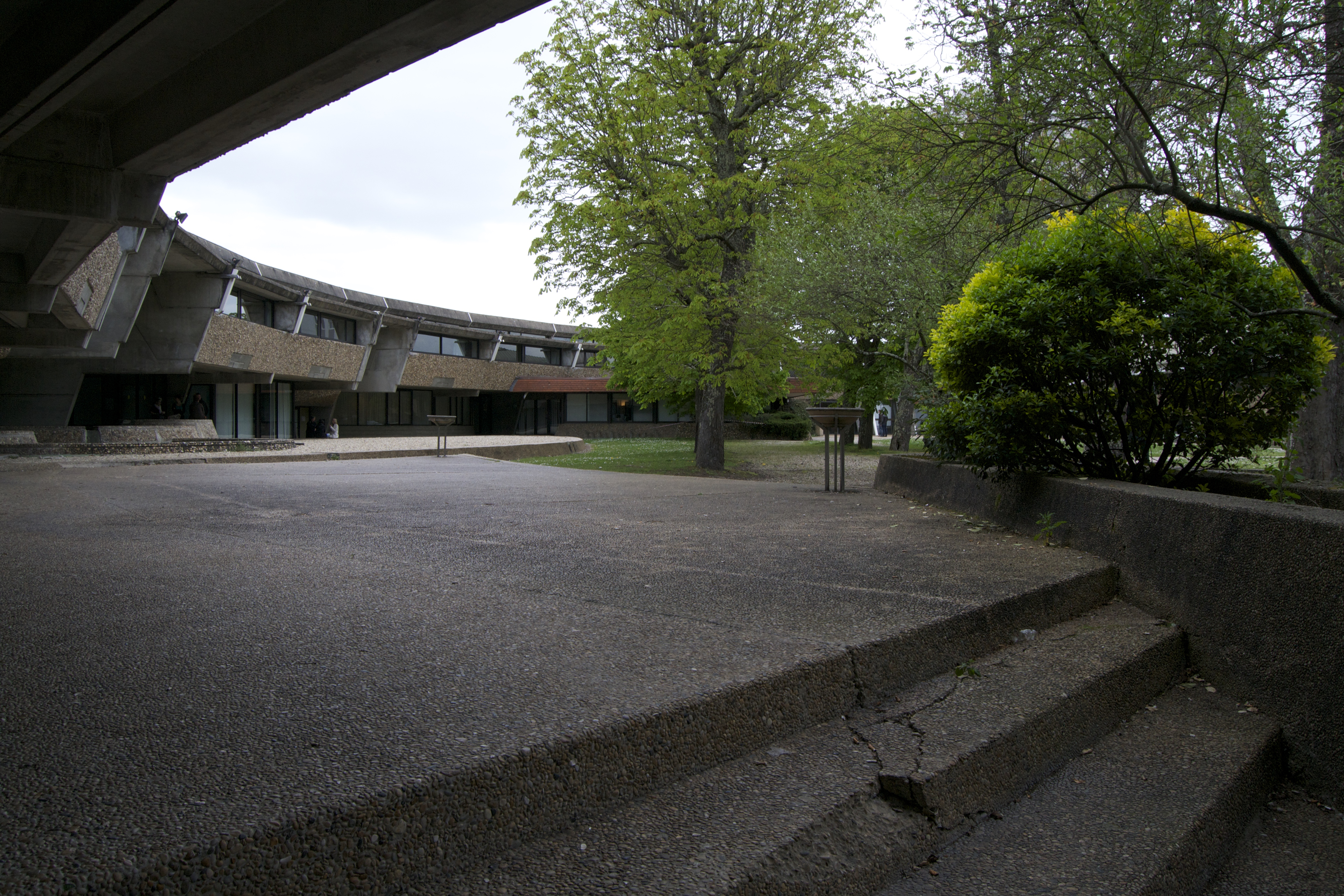
le bâtiment, qui enlace sa cour arborée